# 55 Batalion Saperów (LWP)
55 batalion saperów (55 bsap) – pododdział wojsk inżynieryjno-saperskich ludowego Wojska Polskiego.
Na podstawie "Planu zamierzeń organizacyjnych na lata 1951-1952" i rozkazem Ministra ON Nr 0045/0rg z 17 maja w OW „Śląsk” w Głogowie sformowano 55 batalion saperów dla 2 Korpusu Piechoty. Batalion zakończył formowanie 1 grudnia 1952. Po przekształceniach wszedł w podporządkowanie 2 Korpusu Armijnego. Rozformowany w 1955.

## Struktura organizacyjna
- dowództwo i sztab;
- drużyna dowodzenia;
- dwie kompanie saperów;
- pluton szkolny;
- pluton techniczny;
- pluton sprzętu przeprawowego;
- pluton gospodarczy;
- drużyna samochodowa;

Razem 312 żołnierzy oraz 8 pracowników cywilnych.